# Ujsoły (village)
Pour les articles homonymes, voir Ujsoły.
Ujsoły est un village de la voïvodie de Silésie et du powiat de Żywiec en Pologne. Il est le siège de la gmina (district administratif) d'Ujsoły.
Le village compte 4 406 habitants lors du recensement de 2020.

## Géographie
Ujsoły est situé au sud de la Pologne, à la frontière avec la Slovaquie, à 26 kilomètres au sud de Żywiec, chef-lieu du powiat, à 38 kilomètres au sud de Bielsko-Biała et à 88 kilomètres au sud de Katowice, chef-lieu de la voïvodie.
Le village se situe dans la chaîne des Beskides, dans le massif des Carpates occidentales extérieures.